# Texas Municipal Retirement System
El Texas Municipal Retirement System (TMRS; literal, Sistema de Retiro Municipal de Texas) es un fondo de jubilación estatal que administra beneficios de jubilación, discapacidad y muerte para los empleados de los municipios de Texas (Estados Unidos). TMRS fue creado en 1947 por la ley estatal de Texas y se administra de acuerdo con la Ley del Sistema de Jubilación Municipal de Texas. El fondo ofrece una variedad de beneficios para que cada municipio adherido pueda diseñar un plan que se ajuste a sus necesidades y presupuesto. El plan de cada ciudad es financiado de forma independiente por esa ciudad. Los beneficios de jubilación para los empleados de las ciudades participantes se pagan con las contribuciones de los empleados, las contribuciones de la ciudad y los ingresos por inversiones del fondo.

## Características del sistema
TMRS administra un programa para casi 1000 ciudades de Texas,  que brinda beneficios de jubilación, discapacidad y muerte a empleados municipales activos y jubilados de las ciudades participantes. Las características distintivas del fondo son:
- Es un sistema de jubilación estatal al que los municipios pueden optar por unirse
- Es un plan de jubilación con saldo de efectivo "híbrido".
- No recibe fondos estatales y no administra un plan de atención médica.
- Los beneficios se basan en el saldo de la cuenta del miembro adherido en el momento de su jubilación.
- Para un plan TMRS de beneficio máximo, los ingresos por inversiones proporcionan hasta el 80% del aporte del empleado durante 20 años.

Características del plan conservador : el supuesto de rendimiento de la inversión de TMRS es del 6,75 %.  El pasivo no financiado de cada ciudad se amortiza durante un período cerrado de no más de 30 años. Los beneficios de cada miembro se financian por adelantado a lo largo de la carrera laboral del miembro. No se permiten “vacaciones” de aportación; cada ciudad debe pagar su contribución requerida.
Estado de financiación: el estado de financiación (proporción) de TMRS, como sistema, era del 89,7 % al 31/12/2022. Este ratio de financiación ha tendido a aumentar en los últimos años.

## Inversiones
TMRS administró $35 500 millones en activos al 31 de diciembre de 2022. El Departamento de Inversiones de TMRS sigue estos objetivos de rendimiento total de la cartera:
- Lograr una tasa de rendimiento total, durante períodos consecutivos de cinco años, consistente con la tasa de rendimiento a largo plazo supuesta sobre los activos de TMRS adoptada por la junta (actualmente 6,75%).
- Superar un punto de referencia apropiado que refleje la participación de la clase de activos durante períodos consecutivos de cinco años (es decir, índice de políticas)

La diversificación se ha implementado, y se sigue implementando, a través de un proceso deliberado de varios años. Se espera que la estrategia actual de asignación de activos cumpla con el objetivo de rendimiento total a largo plazo del 6,75%, en consonancia con el supuesto de tasa de interés actuarial del plan. En la Sección de Inversiones  del Informe Financiero Anual Integral se encuentra un resumen detallado de las operaciones de inversión, incluido el desempeño de diferentes clases de activos y el progreso de la diversificación.

## Gobernanza
La Ley TMRS establece que la administración del fondo se confía a una Junta Directiva de seis miembros,  designados por el Gobernador con el asesoramiento y consentimiento del Senado de Texas. Los miembros de la junta sirven de forma voluntaria y son empleados de una ciudad participante de TMRS. Según la Constitución de Texas, los Fideicomisarios continúan desempeñando las funciones de su cargo hasta que un sucesor haya sido debidamente calificado. Los miembros de la junta sirven mandatos escalonados de seis años. La Junta supervisa la administración de TMRS y ejerce la responsabilidad fiduciaria de las inversiones.

## Sede
TMRS tiene su sede en 2717 Perseverance Drive, Suite 300, en Austin, Texas.